# Трајан (Галац)
Трајан (рум. Traian) насеље је у Румунији у округу Галац у општини Браништеа. Oпштина се налази на надморској висини од 21 m.

## Становништво
Према подацима из 2002. године у насељу је живело 521 становника, од којих су сви румунске националности.